# Hans-Jürgen Engell
Hans-Jürgen Engell (* 15. Oktober 1925 in Reinerz, Landkreis Glatz, Provinz Niederschlesien; † 20. September 2007 in Ratingen) war ein deutscher Chemiker und Materialwissenschaftler.

## Leben
Engell studierte Chemie und wurde 1952 an der Universität Greifswald mit der Arbeit Die Chemisorption von Sauerstoff an Oxyden und ihre Bedeutung für Festkörperreaktionen zum Dr. rer. nat. promoviert.
Von 1952 bis 1962 war er wissenschaftlicher Mitarbeiter im Max-Planck-Institut für Eisenforschung in Düsseldorf. 1965 wurde er zum Wissenschaftlichen Mitglied der Max-Planck-Gesellschaft und zum Direktor am Max-Planck-Institut für Metallforschung in Stuttgart berufen. Von 1971 bis 1990 war er Direktor und Hauptgeschäftsführer des Max-Planck-Instituts für Eisenforschung in Düsseldorf, das gemeinschaftlich vom Stahlinstitut VDEh und der Max-Planck-Gesellschaft getragen wird.
Er war Honorarprofessor an der Heinrich-Heine-Universität Düsseldorf und der Technischen Universität Clausthal. Seit 1971 war er Ordentliches Mitglied der Nordrhein-Westfälischen Akademie der Wissenschaften und der Künste. Er war Ehrenmitglied des Leibniz-Instituts für Festkörper- und Werkstoffforschung in Dresden (IFW Dresden).
Zudem war er von 1979 bis 1985 Mitglied und von 1982 bis 1985 Vorsitzender des Wissenschaftsrates, des wichtigsten wissenschaftspolitischen Beratungsgremiums in Deutschland.

## Wirken
Engell galt weltweit als renommierter Wissenschaftler mit hoher Reputation im Bereich der Metallurgie und der Werkstoffkunde. Seine Hauptforschungsgebiete waren die theoretische Thermodynamik, die Kinetik metallurgischer Reaktionen, die Korrosion und die Werkstoffentwicklung.
Er erhielt zahlreiche nationale und internationale Auszeichnungen:
- 1960: Masing-Gedächtnispreis der Deutschen Gesellschaft für Materialkunde (DGM)
- 1982: Heyn-Denkmünze der Deutschen Gesellschaft für Materialkunde (DGM)
- 1982: Bundesverdienstkreuz 1. Klasse des Verdienstordens der Bundesrepublik Deutschland
- 1991: DECHEMA-Medaille
- 1991: Ehrendoktorwürde als Dr. Ing. e. h. der Friedrich-Alexander-Universität Erlangen-Nürnberg

Er ist Namensgeber für den „Hans-Jürgen-Engell-Preis“ der International Society of Electrochemistry (ISE).